# Réka Luca Jani
Réka Luca Jani, née le 31 juillet 1991 à Siófok, est une joueuse hongroise de tennis.

## Carrière professionnelle
Réka Luca Jani atteint sa première finale WTA en double avec Tímea Babos en 2016 lors du tournoi de Florianopolis (Brésil).
Elle reçoit une wild card pour jouer l'épreuve du double des Jeux olympiques 2016 avec Tímea Babos.
En simple, elle atteint son premier quart de finale en 2021 lors du tournoi de Serbie (WTA 250).
Le 18 septembre 2022, elle parvient en finale du tournoi WTA 125 de Bucarest où elle est battue par la Roumaine Irina-Camelia Begu.

## Palmarès

### Titre en double dames
Aucun

### Finale en double dames
| No | Date       | Nom et lieu du tournoi          | Catégorie | Dotation  | Surface    | Vainqueures                       | Partenaire  | Score    |          |
| -- | ---------- | ------------------------------- | --------- | --------- | ---------- | --------------------------------- | ----------- | -------- | -------- |
| 1  | 31-07-2016 | Brasil Tennis Cup Florianópolis | Intern'l  | 226 750 $ | Dur (ext.) | Lyudmyla Kichenok Nadiia Kichenok | Tímea Babos | 6-3, 6-1 | Parcours |

### Finale en simple en WTA 125
| No | Date       | Nom et lieu du tournoi             | Catégorie | Dotation  | Surface      | Vainqueure         | Score    |          |
| -- | ---------- | ---------------------------------- | --------- | --------- | ------------ | ------------------ | -------- | -------- |
| 1  | 12-09-2022 | Țiriac Foundation Trophy, Bucarest | WTA 125   | 115 000 $ | Terre (ext.) | Irina-Camelia Begu | 6-3, 6-3 | Parcours |

### Finales en double en WTA 125
| No | Date       | Nom et lieu du tournoi            | Catégorie | Dotation  | Surface      | Vainqueures                   | Partenaire                 | Score            |          |
| -- | ---------- | --------------------------------- | --------- | --------- | ------------ | ----------------------------- | -------------------------- | ---------------- | -------- |
| 1  | 20-12-2021 | Hana Bank Korea Open Séoul        | WTA 125   | 115 000 $ | Dur (int.)   | Choi Ji-hee Han Na-lae        | Valentíni Grammatikopoúlou | 6-4, 6-4         | Parcours |
| 2  | 01-08-2022 | BCR Iași Open Iași                | WTA 125   | 115 000 $ | Terre (ext.) | Darya Astakhova Andreea Roșca | Panna Udvardy              | 7-5, 5-7, [10-7] | Parcours |
| 3  | 12-09-2022 | Țiriac Foundation Trophy Bucarest | WTA 125   | 115 000 $ | Terre (ext.) | Aliona Bolsova Andrea Gámiz   | Panna Udvardy              | 7-5, 6-3         | Parcours |

## Parcours en Grand Chelem

### En simple dames
| Année | Open d'Australie | Open d'Australie    | Internationaux de France | Internationaux de France | Wimbledon | Wimbledon         | US Open         | US Open             |
| ----- | ---------------- | ------------------- | ------------------------ | ------------------------ | --------- | ----------------- | --------------- | ------------------- |
| 2011  | —                | —                   | —                        | —                        | —         | —                 | 1er tour (1/64) | Sloane Stephens     |
| 2012  | Q2               | Mădălina Gojnea     | Q1                       | Elina Svitolina          | Q1        | Dinah Pfizenmaier | Q1              | Duan Ying-Ying      |
|       |                  |                     |                          |                          |           |                   |                 |                     |
| 2015  | —                | —                   | —                        | —                        | —         | —                 | Q1              | Johanna Konta       |
|       |                  |                     |                          |                          |           |                   |                 |                     |
| 2020  | Q1               | Allie Kiick         | Q1                       | Viktoriya Tomova         | —         | —                 | —               | —                   |
| 2021  | Q1               | Ankita Raina        | Q1                       | Mandy Minella            | Q1        | Naikhta Bains     | Q3              | Nuria Párrizas Díaz |
| 2022  | Q1               | Mai Hontama         | 1er tour (1/64)          | Belinda Bencic           | Q2        | Louisa Chirico    | Q2              | Astra Sharma        |
| 2023  | Q1               | Despina Papamichail | Q2                       | Alice Robbe              | Q2        | Nao Hibino        | Q1              | Fiona Crawley       |

N.B. : à droite du résultat se trouve le nom de l'ultime adversaire.

## Parcours aux Jeux olympiques

### En double dames
| # | Date       | Nom de l'olympiade                  | Surface    | Résultat        | Partenaire  | Ultimes adversaires       | Score    |          |
| - | ---------- | ----------------------------------- | ---------- | --------------- | ----------- | ------------------------- | -------- | -------- |
| 1 | 06/08/2016 | Olympic Tennis Event Rio de Janeiro | Dur (ext.) | 1er tour (1/16) | Timea Babos | Andreea Mitu Raluca Olaru | 6-3, 6-4 | Parcours |

## Classements WTA en fin de saison
| Année          | 2008 | 2009 | 2010 | 2011 | 2012 | 2013 | 2014 | 2015 | 2016 | 2017 | 2018 | 2019 | 2020 | 2021 | 2022 | 2023 | 2024 |
| Rang en simple | 904  | 261  | 330  | 162  | 329  | 247  | 315  | 212  | 228  | 811  | 311  | 192  | 207  | 168  | 111  | 319  | 1325 |
| Rang en double | –    | 328  | 294  | 227  | 173  | 196  | 186  | 203  | 126  | 504  | 197  | 174  | 209  | 233  | 181  | 715  | 1293 |

Source : (en) Classements de Réka Luca Jani sur le site officiel de la Fédération internationale de tennis